# Lymeon orbus
Lymeon orbus är en stekelart som först beskrevs av Thomas Say 1835.  Lymeon orbus ingår i släktet Lymeon och familjen brokparasitsteklar. Inga underarter finns listade i Catalogue of Life.